# Güns
Güns (tyska) eller Gyöngyös (ungerska) är ett vattendrag i östra Österrike och västra Ungern.